# Henri Le Riche
Henri Le Riche (né le 12 avril 1868 à Grenoble et mort le 26 mars 1944 à Neuilly-sur-Seine) est un peintre, sculpteur, graveur et illustrateur français.

## Biographie

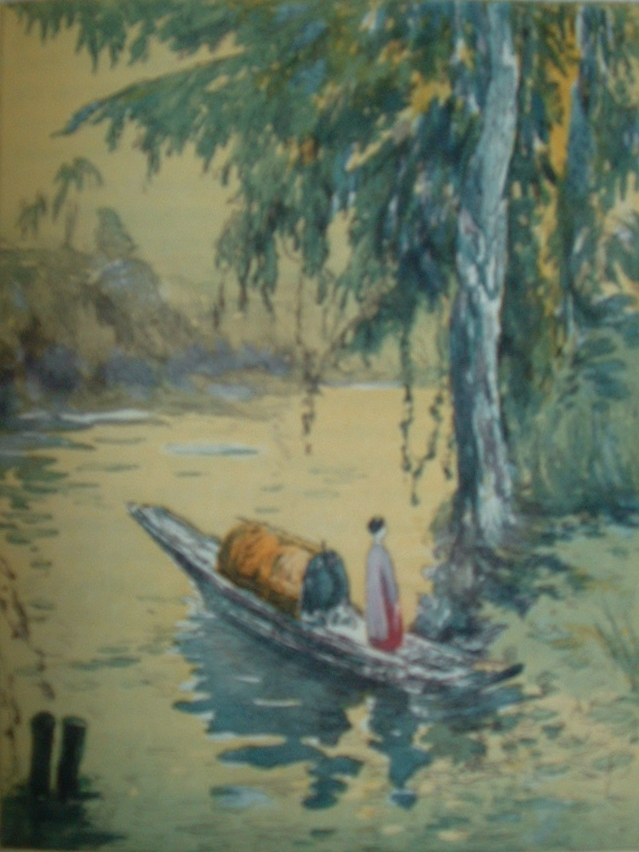
Illustration du livre Thi-Ba de Jean d'Esme.

Henri Le Riche est élève d'Eustache Bernard pendant trois ans à l'école des beaux-arts de Grenoble, puis entre à l’École des beaux-arts de Paris où est élève de William Bouguereau et de Tony Robert-Fleury.
Lauréat du prix de Rome de gravure en 1888, il a notamment exposé au Salon des artistes français.
Il expose à la galerie Georges Petit, en avril 1923 entre autres aux côtés de William Adolphe Lambrecht et René Ligeron (1880-1946).
Il est élu à l'Académie des beaux-arts section gravure en 1935.
Il utilise le pseudonyme Hirné pour signer certaines sculptures.

## Œuvre

### Illustration
- Thi-Bâ, fille d'Annam, de Jean d'Esme, Société des médecins bibliophiles, 1924.
- Les Civilisés de Claude Farrère, Paris, Romagnol, 1926.
- Fumeurs d'opium de Jules Boissière, Paris, J. Terquem, 1926, lire en ligne sur Gallica.
- Nouvelles Asiatiques de Gobineau, Paris, Éditions Devambez, 1927, illustré de vingt-cinq eaux-fortes originales d’Henri Le Riche.
- Le Livre de Goha le simple d'Albert Adès et Albert Josipovici, Lyon, Association lyonnaise des Cinquante, "La Belle Cordière", 1930.
- Maroc 1932-1933, carnet de voyage, Neuilly-sur-Seine, auto-édition, 1933.
- Les Épaves de Baudelaire, Neuilly-sur-Seine, auto-édition, 1934.
- Les Fleurs du Mal de Baudelaire -Neuilly-sur-Seine, auto-édition, 1936, illustré de 6 pointes sèches originales d'Henri Le Riche.
- Pages bibliques, compositions et gravures par Henri Le Riche, traduction nouvelle d'Edouard Dhorme, Neuilly-sur-Seine, auto-édition, 1938, avec des eaux-fortes et des lettrines gravées sur bois, inspirées de son voyage au Maroc.

### Dans les collections publiques
- Musée de Grenoble :
  - Académie d'homme, estampe[3] ;
  - Lion et lionne, huile sur toile[4].